# Ladislav Vankovič
Ladislav Vankovič (9. července 1953 Bardejov – 25. prosince 2020 Praha) byl slovenský fotbalový útočník a trenér. Jeho otec Ladislav Vankovič st. a mladší bratr Vladimír Vankovič byli také prvoligoví fotbalisté.

## Fotbalová kariéra
V československé lize hrál za Tatran Prešov, Bohemians Praha a Lokomotívu Košice. Nastoupil ve 101 ligových utkáních a dal 18 gólů. V nižších soutěžích hrál i za Duklu Banská Bystrica, VTJ Tachov, TJ VP Frýdek-Místek a Slavoj Trebišov.

## Ligová bilance
| Ročník                                      | Zápasy | Góly | Minuty | Klub                             |
| ------------------------------------------- | ------ | ---- | ------ | -------------------------------- |
| 1. československá fotbalová liga 1972/73    | 20     | 5    | 1 422  | TJ Tatran Prešov                 |
| 1. československá fotbalová liga 1973/74    | 7      | 0    | 529    | TJ Tatran Prešov                 |
| 2. československá fotbalová liga 1974/75    | 3      | 0    | –      | AS Dukla Banská Bystrica         |
| 2. československá fotbalová liga 1975/76    | 6      | 0    | –      | AS Dukla Banská Bystrica         |
| 1. československá fotbalová liga 1976/77    | 15     | 4    | 1 321  | TJ Bohemians ČKD Praha           |
| 1. československá fotbalová liga 1977/78    | 6      | 0    | 341    | TJ Bohemians ČKD Praha           |
| 1. československá fotbalová liga 1980/81    | 30     | 6    | 2 410  | TJ Lokomotíva Košice             |
| 1. československá fotbalová liga 1981/82    | 12     | 1    | 673    | TJ Lokomotíva Košice             |
| 1. československá fotbalová liga 1982/83    | 11     | 2    | 649    | TJ Lokomotíva Košice             |
| 1. slovenská národní fotbalová liga 1982/83 | 10     | 5    | –      | TJ Slavoj Poľnohospodár Trebišov |
| 1. slovenská národní fotbalová liga 1983/84 | 23     | 8    | –      | TJ Slavoj Poľnohospodár Trebišov |
| 1. slovenská národní fotbalová liga 1984/85 | 25     | 3    | –      | TJ Slavoj Poľnohospodár Trebišov |
| 1. slovenská národní fotbalová liga 1985/86 | 19     | 1    | –      | TJ Slavoj Poľnohospodár Trebišov |
| 1. slovenská národní fotbalová liga 1987/88 | 1      | 0    | –      | TJ ZŤS Košice                    |
| I. LIGA CELKEM                              | 101    | 18   | 7 345  |                                  |